# Кёблер, Герхард
Ге́рхард Кёблер (нем. Gerhard Köbler; род. 20 апреля 1939, Фюрт) — немецкий профессор, правовед, историк немецкого гражданского и торгового права, лингвист.

## Биография
Кёблер родился и вырос в баварском городе Фюрт в семье служащего. С 1959 изучает право, экономику и социологию в университетах Эрлангена и Гёттингена. В 1962 в Целле сдаёт первый государственный экзамен, а спустя два года защитил кандидатскую диссертацию на тему «Civis и Ius civile в немецком раннем средневековье». В 1967 сдал второй экзамен в Мюнхене.
В 1969 году Кёблер защитил докторскую диссертацию на тему «Право в раннем средневековье» в Гёттингенском университете. Спустя год стал преподавателем этого университета, занимаясь также преподавательской деятельностью в Марбурге, Гамбурге, Мюнхене и Берлине. В 1972 году Кёблер стал профессором Гёттингенского университета. В 1975 году приглашался в университет Гиссена и Инсбрука.
Герхард Кёблер является соиздателем «Zeitschrift für Rechtsgeschichte» и автором 15 правовых словарей. Его основные направления работы — история права и историческое языкознание. Большое значение имеет изданный им в 2007 году «Исторический словарь немецких земель» (Historische Lexikon der deutschen Länder).